# Kyrktjärnen, Västmanland
Kyrktjärnen är en sjö i Lindesbergs kommun i Västmanland och ingår i Norrströms huvudavrinningsområde. Sjön är 3 meter djup, har en yta på 0,02 kvadratkilometer och är belägen 276 meter över havet.